# 囚人リク
『囚人リク』（しゅうじんリク）は、瀬口忍による日本の漫画作品。『週刊少年チャンピオン』（秋田書店）にて、2011年11号から2018年12号まで連載された。同誌では野部優美の『真・餓狼伝』、佐藤タカヒロの『バチバチBURST』とともに「筋肉が魅力的な3作品」として扱われた。
2024年、同誌23号にて5年ぶりとなる読み切り「囚人リク外伝〜ぼくとおじさんの夏日記〜」を掲載。

## あらすじ
ある日の夜、隕石が都心に激突したことにより、東京は壊滅した。それから10年、東京は復興が進みつつあったが、隕石クレーター周辺は復興から取り残され、治安が極端に悪化したスラム街と化した。そのためスラムは壁によって隔絶され、外界よりもさらに厳しく治安が維持されていた。
隕石墜落孤児の少年リクは、「おじさん」と慕う中年警察官・藤本吾郎に見守られながらスラム街で日々をたくましく過ごしていた。しかし、極楽10年7月8日、藤本は警視総監・鬼道院永周の悪事を暴こうとして殺害され、その場に居合わせたリクは藤本を殺害した容疑で罪を被せられ、鬼道院の手で極楽島特級刑務所へ収監されてしまう。鬼道院を倒しおじさんの無念を晴らすため、リクは刑務所の仲間たちと共に脱獄を決意する。
苦心の末、仲間を集め、極楽島からの脱獄を決行するも、鬼道院の手に落ちた一行は、鬼道院の非合法施設「地獄島」へ送られる。地獄島は地下では巨大な坑道を掘り、地上ではアヘンを栽培、製造していた。送られてきた囚人のほとんどが1か月以内に死亡するという苛酷な状況の下、一行は再び脱獄を図る。

## 登場人物

### 脱獄グループ
脱獄計画を進めるため、総転房（定期的に行われる各囚人の収容房配置転換）を利用して第27木工場へ集められた仲間たち。田中と沢田以外は全員同じ雑居房に収容されている。担当刑務官に対しては、レノマとの癒着に感づいた人間を、監視と口封じのため同じ部屋に集めたことになっている。椿、沢田を除き、鬼道院に捕らえられ「地獄島」へと送られる。
リク / 栗田 陸（くりた りく）
本作の主人公。13歳。隕石の落下で両親を失い、以来おじさんに見守られながらスラム街に1人で暮らしていた。鬼道院の悪事を暴こうとしたおじさんが鬼道院に殺害され、その現場で鬼道院に向かって発砲したことから「特別な絶望を用意する」とおじさんを殺した罪を着せられ、懲役30年の判決を受け極楽島特級刑務所に収監された。
鬼道院が警視総監であると知って以来、常に脱獄の機会を窺い続けていたが、その方法がわからず途方に暮れていた。しかしレノマと義兄弟になり田中が計画に加わって以降、中心人物として脱獄計画を進行させている。困っている人を見過ごすことができない義侠心の強い性格で、その真っ直ぐな振る舞いはレノマや椿のようなスラム育ちで生き方が曲がってしまった人間に大きな影響を及ぼしている。
レノマ / 佐々木 麗乃真（ささき れのま）
ギャング「ダブルドラゴンクロス」のリーダー。18歳。リクと同部屋の囚人で、リクが配属されているN棟第27木工場（ニーナナ）のボス。筋骨隆々とした屈強な肉体をしており、背中には二匹の龍が十字架に絡みついた刺青を彫っている。極度の負けず嫌いで気性の荒い性格をしており、ボスに足る威厳と気骨も持ち合わせる。
ニーナナ担当刑務官の谷村と癒着しており、外部から持ち込まれた品物を賄賂として贈り、その見返りとして様々な便宜を受けている。また自前の携帯電話を持っており、獄外にいる舎弟と必要に応じて連絡をとっている。
生まれて間もなく親から捨てられ、最貧スラム街・グランドスラムの団地の養護施設で育てられた。その施設の園長を心の底から慕っていたが、施設が子供の臓器を売る目的で運営されていたことと、自分もまたその目的で売られたことを知って園長一味を殺害、グランドスラムを飛び出した。その後ダブルドラゴンクロスのリーダーとしてその名を知られる存在となったが、隕石衝突後に園長ら3人を殺害した容疑で逮捕され、懲役28年の判決を受け極楽島に収監された。
リクを私刑にかけようと臨んだラグビー対決を通じてリクのことを認め、リクと共に脱走を決意したことをきっかけにリクと義兄弟の契りを交わした。子供時代に園長に裏切られた経験から大人を激しく憎んでおり、そのため田中のグループ加入を拒絶していたが、グランドスラムにまつわる田中の過去を知って心を打たれ、リクと同じく義兄弟の契りを結び、共に計画を進めるようになった。
スピンオフ作品「ボスレノマ 〜囚人リク外伝〜」では主人公を務める。
田中 一郎（たなか いちろう）
新東京革命党総統。39歳。過去4度投獄されその全てから逃げ出した脱獄のスペシャリストで、5度目で極楽島へ送られS棟に収監された。鬼道院と浅からぬ因縁があり、顔には鬼道院がつけた大きな傷痕がある。また全身には自分が救えなかった人間を悼むために自らつけた無数の傷痕が刻まれている。
元は商社社長の長男で、家業を継がず、貧困層の人々を救うべく弁護士となり国選弁護人として活動していた。しかし隕石衝突後、壁の中に閉じ込められるスラム街の惨状を目の当たりにし、スラムを救うため家族も社会的地位も捨て革命家となった。
弟・二郎の形見の時計をリクがS棟まで届けにきたことがきっかけでリクと知り合い、手錠抜けの技を伝授した。計画においては具体的な作戦の立案に携わっており、また元弁護士という経歴を利用し職員の法律相談に乗ることで、様々な内部情報を得ている。
総転房に際してリクらのいるN棟に移ったが、沢田が同房に入るのを嫌がり人質を要求したため、自ら人質となって沢田と共に他のメンバーと別の房に収容されている。
松尾 智広（まつお ともひろ）
リクと同部屋の囚人。スキンヘッドで頭部一周に縫い跡がある。天野とは親友同士。リクからしばしば顔面凶器と呼ばれている強面で体格もいいが、臆病で気が弱い。建設業に従事していたときに上司を殴り、重傷を負わせた罪で懲役7年となり投獄された。
父母ともに健在だったが、投獄中に父が死に、さらに母の余命も少なくなったことを知り、母が慰問の演劇団に入団してまで獄中の自分に会いに来たことをきっかけに、一度は加わらないと決めた脱獄計画に天野と共に参加することを決める。
高所恐怖症であるが、大工仕事で培ったバランス感覚を持つ。
天野 渉（あまの わたる）
リクと同部屋の囚人。髪型は茶髪のリーゼント。栞町スコーピオンという小さなチームの総長だった。かつてスラムの壁の建設に従事しており、壁で外界とスラムが分けられてしまう理不尽さに怒り、バイクで壁を破壊しようとして建造物等損壊罪となり、懲役8年の判決を受け極楽島に収監された。
松尾の親友で、松尾に脱獄計画に加わることを打ち明けられたことで共に計画に加わる。
話術に長け、脱獄計画の際に看守を引きつけたり利用するなどして田中の計画をサポートする。
江田 史郎（えだ しろう）
第26木工場（ニーロク）のボス。レノマとはライバル関係にあり、その巨体から「極楽島の巨人」と呼ばれる。侠気に溢れ卑怯なやり口を許さない真っ直ぐで豪快な性格で、リクからは本来刑務所に来るような人間ではないと言われている。髪型は揉み上げの長いリーゼント。関西弁を喋る。
かつてはギャングのリーダーだったが、部下の裏切りで警察に売られ、逃げ込んだ先の寿司屋「友寿司」の女主人・友子に匿われたことから、住み込みで働くようになった。友子が史郎を匿うために借金までし、何も言わずに愛情を注いでくれたことで心を開き、更生して熱心に寿司屋を手伝っていた。しかし借金取りに友子を殺害され、怒り狂って借金取り3人を殺害、殺人罪で懲役20年の判決を受け収監された。友寿司を自分の手で再建したいと願って脱獄計画に参加し、リクたちと同じ房に移動する。
椿 陽平（つばき ようへい）
第16木工場（イチロク）のボス。18歳。黒髪長髪の美男で、ボクシングの実力が非常に高い。右目を失明しているため義眼を入れており、普段は眼鏡をかけている。背中には、妹・美雪をモデルにした天女の刺青が彫られている。
隕石衝突で孤児となり、プロボクサーを目指しながら美雪と2人で生活を送っていた。美雪の病気の治療費を手に入れるために大金を盗みだそうとしたが、同じ金を盗みにきたレノマと一対一で対決、そのときに右目を失いボクサーの夢を断たれた。その後、賞金目当てでスラム外の地下格闘技の試合に出場、そこでライオンと戦わされ勝利したものの、実際は格闘大会ではなく出場者がライオンに食い殺されるまで戦わされるのを見物するショーに過ぎないことを知り、ショーのスタッフを殺害して逃走。4年後に逮捕され、殺人罪とスラム外への不法滞在と逃亡罪で懲役28年の刑を受け、極楽島へ投獄された。
そのような過去からレノマのことを激しく憎み、レノマ不在の隙を突いてニーナナに侵攻したが、あくまで正々堂々と戦おうとするリクのひた向きさに心を打たれ、強烈な頭突きを受け敗れた。その後、レノマの出した治療費によって美雪が快復し、その後も元気に暮らしていることを知ってレノマと和解。美雪と再会するために脱獄計画に加わり、脱獄メンバーと同房になる。
逃走用のヘリポートの下見に行った際に看守の原田と出くわしたことがきっかけで脱獄計画に気付かれてしまうが、口封じを図った沢田から身を挺して原田を庇い、原田との間にある種の信頼関係が生まれる。
脱獄決行の際、窮地に追い詰められた脱獄メンバーを捨て身の行動でヘリポートまで向かわせることに成功するが看守の内海に腹部を刺され、助けに来たレノマの背中で息を引き取る。
沢田 拓児（さわだ たくじ）
「輪切りの悪魔（スライス・デビル）」の異名を持つ、スラムでその名を知られた殺し屋。指にワイヤーを仕込んでおり、それを相手の首に巻き付けて切断し殺害する。自分が殺し屋であることに異常な矜持を持っており、非常に狡猾で執念深い。金髪の奇抜な髪形で顔に刺青を入れている。
スリの罪で懲役2年判決を受けて極楽島に送られ、移送の際にトラブルを起こしたことから懲罰房に収監され、監視の隙を突いて自分を暴行した刑務官を殺害した。その後レノマに叩きのめされた囚人に雇われレノマに挑むが、殺し技を見切られて返り討ちに遭い、その直後に刑務官に拘束され保護房に収容された。
偶然レノマたちの脱獄計画に勘付いたことから、脱獄成功のタイミングを見計らってレノマに復讐するため、自分も計画に加えるよう持ちかけた。総転房に際しては、計画が露見した場合の自らのリスクを避けるためレノマたちとは距離を置き、人質として田中と同房となった。
脱獄の際、ヘリコプターを奪う直前にレノマへの復讐を決行してレノマを瀕死に追い込み、ヘリをジャックするが他の脱獄メンバーの抵抗に遭い失敗。ヘリの外に吊るされてしまうが鬼道院に捕まる直前に逃走して消息を絶つ。
その後、経緯は不明だが地獄島にやってきており、殺人ショーに参加することとなったレノマと再会。無敗のキングとして君臨している。
地獄島では殺人ショーにてレノマに敗北し、全身の隠し武器を取り除かれたことによる精神的負担から、身体能力はそのままに、記憶喪失、幼児退行といった現象が見られ、レノマのことをささぴーと呼び、地獄島からの脱出にも貢献するようになる。
唐 周龍（タン シュウロン）
スラム最大のギャング「ドラゴンクロス」の2代目リーダー。会社社長で隕石衝突後にギャングになった初代リーダーの息子で、とぼけた外見をしているが用心深い。レノマに誘われて計画に加わり、同房となった。
脱獄計画のため、父親に船を用意してもらう予定だったが、拒否され計画が頓挫しそうになり悩んでいたところ、かつて父の暗殺を目論んだ敵が極楽島に収監されていることを知り、レノマの立ち合いのもと一対一で対決し勝利する。それを父に報告し、極楽島から脱出する船の手配の約束を取り付たかに見えたが、実は鬼道院の「父を人質に取った」と言う嘘に騙されていて、脱獄メンバーを捕らえる手伝いをさせられてしまう。事実が発覚した直後は自責の念から自害しようとするも鬼道院に阻止され他のメンバー共々地獄島へ送られる。
地獄島でのスケッチ作戦の際は自身の裏切り行為の贖罪のためにギロチンの看守をひきつける危険な役目を自ら志願し、ひたすら看守の殴打に耐える命がけの行動に出る。裏切り行為以降、他の脱獄メンバーからは内心ずっと恨まれていたがその捨て身の行動は彼に対する脱獄メンバーの思いに変化を与えた。

### 極楽島囚人
レノマの同房囚
当初、リクやレノマと同房だった囚人たち。リクたちに脱獄計画を打ち明けられた際に、計画には加わらず総転房で他の房に移っていった。
野木田 卓（のぎた すぐる） / ノギ
罪状はニワトリ泥棒など。刑期が短いことを他の囚人に妬まれ、収監以来いじめに遭ってきたが、リクとレノマのラグビー対決によって他の囚人とも良好な関係になった。
須藤 直也（すどう なおや）
小柄で、額にホクロがある。いつも読書をしており、おとなしい性格。
菅 利道（すが としみち）
刑務所内で彫師として活動しており、レノマや椿をはじめ色々な囚人の入れ墨を彫っている。

炊場関連
リクとレノマが一時的に炊場担当になった際に知り合う。
高木 元文（たかぎ もとふみ）
炊場のボス。スラム相撲で関脇まで上り詰めた実力を持つ。不正を嫌う実直な性格で、炊場の仕事を愛し、食肉用に飼育している豚さんに感謝の念を忘れない。
森田 秀充（もりた ひでみつ）
炊場の囚人。ダブルドラゴンクロスのメンバーで、かつては敵対チームに所属していたが、敵だったはずのレノマに命を救われたことで絶対服従を誓うようになった。脱獄計画に勘付いた看守からリクとレノマを救うために身を削って奔走、外部のメンバーと連絡を取るために病院に入院しようと、わざと圧搾機に巻き込まれ大腿骨を粉砕する重傷を負った。

その他
丸井 太郎（まるい たろう）
唐周龍に接触してきた囚人。その正体は鬼道院が送り込んだスパイで、鬼道院にとって命取りになりかねない情報を掴んだ田中一郎の動向を探ることが目的。
中島 （なかじま）
かつて第27木工場でレノマとツートップと呼ばれた囚人。現在は木工場を外れ、石けん工場で働く。
スピンオフ作品「ボスレノマ 〜囚人リク外伝〜」ではレノマとの出会いと、彼が第27木工場のボスになるきっかけを作った出来事が明かされる。

### 極楽島職員
叶（かのう）
極楽島特級刑務所の所長。
谷村（たにむら）
ニーナナの正担当刑務官。看守部長。レノマら腕っ節の強い囚人を上手く使い、刑務所内の「秩序」を保っている。妻帯者。
虎沢 愛（とらさわ あい）
極楽島特級刑務所に新しく赴任した医師。極楽島特級刑務所内の唯一の女性。囚人からの愛称は「愛ちゃん先生」。
荻野（おぎの）
第16木工場の正担当刑務官。「社会のクズを合法的にいたぶれる」から刑務官になったという醜悪な人物。
北島（きたじま）
第26木工場の正担当刑務官。大柄で、醜悪な性格の人物が多い刑務官のなかでは比較的マトモな感覚を持った人物である。史郎からは「オヤジ」と呼ばれている。谷村に嫌悪されている。
山岡（やまおか）
極楽島特級刑務所の刑務官。パチンコ狂いが災いして借金を重ねていたのをレノマに察知され、報酬と引き換えに刑務所の見取り図を要求される。
元は建築家を志望していたが、安定した生活のため夢を諦め刑務官となった。妻帯者で幼い息子と娘がいるが、借金取りに押し掛けられる日々に、妻から離婚を迫られている。再起を賭けレノマの要求をのみ、見取り図の作成をする。当初は偽の見取り図を作成し、脱走の計画を発覚させる予定だったが、考えを改め本物の見取り図を手に入れる。レノマに激励をして、けじめとして辞表を出した。
加藤（かとう）
極楽島特級刑務所の刑務官。リクとレノマの行動から2人の脱走計画を察知し、その事実を暴くために奔走する。囚人には容赦ないが、家では妻と子を愛する良き父の顔を持つ。
原田（はらだ）
極楽島特級刑務所の刑務官。職業意識は高く、ケンカも強い。勤務中にサボろうとしていた時に、ヘリポートの下見のために看守に変装していた椿と接触。後に椿と再会したことがきっかけで、脱獄計画に気付く。
口封じを図った沢田の襲撃から身を呈して自分をかばった椿のため、計画の中止を勧告するが、レノマは部下に原田を拉致させようと計画。しかし原田は襲撃を退け、これを返答と受け取り、上司への報告を決意するが、その直後に刑務所から姿を消し、リクたちとは地獄島で再会する。地獄島ではアヘン中毒にされ鬼道院への忠誠を誓っていたが、リクたちとの再会、リクたちが再び脱獄を図っていることを知ると、自らの意思でアヘン中毒を克服し、密かに協力する。
内海 健児（うつみ けんじ）
極楽島特級刑務所の刑務官。リクたちの脱獄決行の際、わずかに残った痕跡から脱獄メンバーの目論見を看破して窮地に追い詰めるなど頭が切れる人物で行動力も高い。
しかし上司から認めてもらえたという心の油断と椿の捨て身の行動からリクたちを取り逃がしたことで上司から見限られてしまい、逆上して椿をナイフで刺し致命傷を与えるが、椿の抵抗を受け逃亡を許してしまう。
その後、地獄島の看守として送られる。情緒不安定だった精神は地獄島でリクたちを発見して復讐できるとわかった瞬間に完全に崩壊。リクたちへの復讐の機会を虎視眈々と狙う。

### 地獄島
剣崎 進（けんざき すすむ）
地獄島の司令長官。左目に眼帯を着けた男性で、鬼道院に忠誠を誓う。
老人
本名は笠井。元コソ泥、地獄島の囚人で、小柄かつ顔がしわだらけの老年男性。藤本のことを知る人物で、地上との連絡手段を持つ。
ギロチン
本名不明。地獄島の看守。見張り台の上で囚人たちを監視し、働かないものには高所からのジャンプでさながらギロチンのように囚人の首に警棒を振り下ろす。スケッチ作戦の際、囮役を担う周龍の執拗な挑発に嵌められ彼を繰り返し殴打するが救出に入った江田によって気絶させられる。翌日から姿を消してしまうが、その後思いもよらない形でリクたちの前に現れる。
藤本 光（ふじもと ひかる）
地獄島地上の看守。大柄な体躯以外は藤本吾郎に瓜二つの容姿をしている。高い射撃技術とレノマですら手玉に取る胆力の持ち主。その正体は藤本吾郎の娘で、男装して正体を隠し看守に成りすますことで鬼道院の悪事を止めようとしている。
大場（おおば）
顔の左半分が入墨に覆われた大柄な男性。地獄島において非常に大きな権力を持ち、殺人ショーを取り仕切る人物。
気に入った相手の前では無邪気な子どものような口調でしゃべるが、性格は残虐かつ冷酷で殺人ショーを盛り上げる素材を探している。

### その他
鬼道院 永周（きどういん えいしゅう）
本作の黒幕。警視総監にして極楽島の最高責任者でもある。隕石衝突で治安が悪化したスラムを囲う壁の創設を提案した。その裏でクーデターを起こし、独裁国家の建国を達成するための資金集めとして、スラムと極楽島、地獄島において臓器売買や銃・麻薬の密売に手を染めている。
おじさんを殺害した時にリクに怪我を負わされ、その意趣返しにおじさん殺しの罪をリクに被せ、極楽島へと送りこみ、唐周龍を騙して脱獄計画を頓挫させ、リクたちを地獄島へと送り込んだ。
おじさん / 藤本 吾郎（ふじもと ごろう）
スラム街の交番に勤務する中年警察官。孤児ながら真っ直ぐで義侠心のあるリクに惚れ込んで陰日向に見守り、リクもまた実の父親のように慕っていた。鬼道院の悪事の証拠を集め公表しようとしていたが、公表の前に露見してしまい、リクの目の前で鬼道院に殺害された。
椿 美雪（つばき みゆき）
椿陽平の妹で唯一の肉親。陽平が自分の治療費を稼ぐため地下格闘技に出場した際、陽平が逃亡しないようスタッフ側に人質にされたが、レノマに救出される。その後、レノマが金を出したおかげで治療を受けられ、病気は快復。地元のペットショップで働きながら陽平の帰りを待っている。
エピローグではリクと互いに呼び捨てで呼び合うといった、親密な関係をうかがわせる描写がある。
神木 和哉（かみき かずや）
ダブルドラゴンクロスのメンバー。極楽島の居住区に潜伏しており、レノマの命令で動いている。

## 用語
極楽（ごくらく）
作品世界における、架空の紀年法（元号）。
東京に隕石が落下するより前の年号は明らかになっていないが、隕石の落下した日の翌年から「極楽」に改元されており、極楽10年7月8日におじさんが鬼道院永周の悪事を暴こうとして殺害されてしまう。
極楽島
作品の主要舞台となる刑務所が建設されている島。東京湾から南へ約350キロメートルの地点にある孤島で、周囲41.55キロメートル。島の人口は16万人で、そのうち10万人が受刑者。他に刑務官2万人とその家族が2万人、それ以外の非刑務所関係者が2万人となっている。刑務官と家族が暮らすエリアは刑務所から離れた地域にあり、そこには映画館や図書館、食堂や薬局といった様々な施設とその従業員が暮らす、1つの都市を形成している。
刑務所建設の着工は物語開始時点の20年前。当時の日本は経済不況のどん底で、東京の低所得者居住区では治安の悪化が加速して犯罪件数が前年比200パーセント以上になった。受刑者の激増により刑務所の収容限界を迎えそうになったため、それまでの国内最大施設であった府中刑務所の収容可能人数3500人を上回る4万人収容の世界最大級の刑務所の建設が始まった。しかし、10年前の東京壊滅により治安の悪化に拍車がかかり、受刑者がさらに増加。それを受けて収容人数を10万人にするべく拡張を実施した。
通常は法務省が刑務所を管轄するが、超法規的措置として極楽島の特級刑務所は国家公安委員会の管轄になっている。スラム内での犯罪は裁判を経ず警察権力のみで投獄可能で、逮捕から刑の執行までを警察が全て処理する体制が整えられている。
用意された非常事態マニュアルによれば、刑務所から逃走者が出た場合、炊場の一部受刑者以外の囚人全ての手錠を施錠し房内に監禁、刑務官は余剰人員も含め全員が捜索隊に所属し逃走者の捜索・確保に従事する。逃走の発覚後は、島内の一般市民は全員を島から強制退去させる。逃走者の発見が困難となった場合、刑務所以外のいかなる例外地域も設けず、島内全土を爆撃・焼却・化学兵器による攻撃を実施し、逃走者の捕縛あるいは殺害を試みることになっている。
地獄島
「島」とは呼ばれているが、実際は海上ではなく、神奈川県相模原の小倉山の近くにあるドーム状の建築物。表向きは特機の訓練場の敷地に建てられた施設だが、その実態はケシ畑の巨大生産設備。地上部分のドーム内部ではケシの栽培とアヘンの精製を行い、地下では東京新都心の八王子に通じる地下道を掘っている。周囲はフェンスで囲まれており、その内側には侵入者を防ぐために多数の機銃が低木や雑木林の陰に設置されている。
囚人たちは使い捨ての奴隷状態であり死亡率も高い。地下で働かされている囚人は、強制労働が始まった1か月後に別の部署へと異動となり、死ぬまで銃器製造をさせられるか、新薬開発の人体実験、金持ち相手の臓器提供など、確実な死が待っている。
囚人に暴動が発生した場合は坑道内の酸素遮断によって速やかに鎮圧を行っている。地下の職員は「お情け」として精製されたアヘンを配布しており、皆アヘン中毒になっている。
ドームの外部にはコロシアムの参加選手となっている囚人達が生活する居住区がある。個室が用意され居住空間としては快適になっているが、脱走を試みる者は看守に射殺される。

## ボスレノマ 〜「囚人リク」外伝〜
少年時代のレノマが主人公を務める外伝作品。『週刊少年チャンピオン』にて、2018年40号から2019年6号まで連載。
レノマが極楽島の刑務所に投獄された後から、ニーナナのボスになる前の出来事が描かれている。

## 作風とテーマ
おたくま経済新聞によると、本作のテーマは「絶望への反抗」であり、「絶対的な絶望から這い上がる」展開が描かれている。『あしたのジョー』では鮮烈なシーンが描かれているが、本作にもそういった「少年漫画の血脈」が流れており、「少年という本来守られるべき“弱い存在”が、「怒り」と「義侠心」を持って大敵に立ち向かう」ような「アツい物語」が展開されている。

## 書誌情報
- 瀬口忍『囚人リク』 秋田書店〈少年チャンピオン・コミックス〉、全38巻
  1. 2011年6月8日発売[10]、ISBN 978-4-253-20586-3
  2. 2011年8月8日発売[11]、ISBN 978-4-253-20588-7
  3. 2011年10月7日発売[12]、ISBN 978-4-253-20589-4
  4. 2012年1月6日発売[13]、ISBN 978-4-253-20590-0
  5. 2012年3月8日発売[14]、ISBN 978-4-253-20605-1
  6. 2012年6月8日発売[15]、ISBN 978-4-253-20696-9
  7. 2012年9月7日発売[16]、ISBN 978-4-253-20697-6
  8. 2012年10月5日発売[17]、ISBN 978-4-253-20698-3
  9. 2012年12月7日発売[18]、ISBN 978-4-253-20699-0
  10. 2013年3月8日発売[19]、ISBN 978-4-253-20700-3
  11. 2013年5月8日発売[20]、ISBN 978-4-253-22136-8
  12. 2013年7月8日発売[21]、ISBN 978-4-253-22137-5
  13. 2013年9月6日発売[22]、ISBN 978-4-253-22138-2
  14. 2013年11月8日発売[6][23]、ISBN 978-4-253-22139-9
  15. 2014年2月7日発売[24]、ISBN 978-4-253-22140-5
  16. 2014年4月8日発売[25]、ISBN 978-4-253-22141-2
  17. 2014年6月6日発売[26]、ISBN 978-4-253-22142-9
  18. 2014年8月8日発売[27]、ISBN 978-4-253-22143-6
  19. 2014年10月8日発売[28]、ISBN 978-4-253-22144-3
  20. 2014年12月8日発売[29]、ISBN 978-4-253-22145-0
  21. 2015年2月6日発売[30]、ISBN 978-4-253-22376-8
  22. 2015年5月8日発売[31]、ISBN 978-4-253-22377-5
  23. 2015年7月8日発売[32]、ISBN 978-4-253-22378-2
  24. 2015年9月8日発売[33]、ISBN 978-4-253-22379-9
  25. 2015年12月8日発売[34]、ISBN 978-4-253-22380-5
  26. 2016年3月8日発売[35]、ISBN 978-4-253-22381-2
  27. 2016年5月6日発売[36]、ISBN 978-4-253-22382-9
  28. 2016年7月8日発売[37]、ISBN 978-4-253-22383-6
  29. 2016年9月8日発売[38]、ISBN 978-4-253-22384-3
  30. 2016年11月8日発売[39]、ISBN 978-4-253-22385-0
  31. 2017年1月6日発売[40]、ISBN 978-4-253-22386-7
  32. 2017年3月8日発売[41]、ISBN 978-4-253-22387-4
  33. 2017年5月8日発売[42]、ISBN 978-4-253-22388-1
  34. 2017年8月8日発売[43]、ISBN 978-4-253-22389-8
  35. 2017年10月6日発売[44]、ISBN 978-4-253-22390-4
  36. 2017年12月8日発売[45]、ISBN 978-4-253-22391-1
  37. 2018年3月8日発売[3][46]、ISBN 978-4-253-22392-8
  38. 2018年4月6日発売[3][47]、ISBN 978-4-253-22393-5
- 瀬口忍『ボスレノマ 〜「囚人リク」外伝〜』 秋田書店〈少年チャンピオン・コミックス〉、全2巻
  1. 2019年1月8日発売[48][49]、ISBN 978-4-253-22497-0
  2. 2019年3月8日発売[48][50]、ISBN 978-4-253-22498-7
- 瀬口忍 『囚人リク外伝』 秋田書店〈少年チャンピオンコミックス〉、2024年7月8日発売[51][52]、ISBN 978-4-253-22499-4

## イベント
2013年1月8日から1月27日まで、作者の瀬口が活動拠点としていた滋賀県大津にある画廊、ギャルリーオーにて本作の原画展を開催。会場では本作のネームや生原稿やカラー原画などが展示され、原稿をその場で制作するライブイベントが行われた。
2013年7月13日には本作の単行本の第12巻と同日に発売される木々津克久の『名探偵マーニー』の第4巻、佐渡川準『あまねあたためる』の第2巻の発売を記念して、有隣堂伊勢佐木町本店にて3人の合同サイン会とトークショーを開催。